# Demétrio de Cízico (século X)
Demétrio (em grego medieval: Δημήτριος; romaniz.: Demetrios) foi um bispo bizantino do século X, ativo durante o reinado do imperador Constantino VII (r. 913–959) e Romano I (r. 920–944).

## Vida

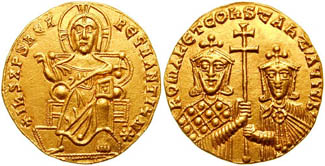
Soldo de r. e r.

Demétrio era metropolita de Cízico, no Helesponto. Foi provavelmente destinatário de duas cartas do patriarca Nicolau Místico. Uma delas, a epístola 137 datada de 920-925, indica que Demétrio dirigiu-se a Nicolau porque alguns clérigos se recusaram a comparecer em julgamento por delitos não especificados. O patriarca aconselhou paciência e declarou que não condenaria-os em sua ausência, a menos que insistissem em sua recusa e continuassem em suas ações ilícitas. Na outra carta, a de número 107, Nicolau dirige-a a um metropolita não identificado de Cízico. Nela, certamente produzida nos últimos anos de Nicolau, pois ele menciona sua possível morte eminente, fala-se dos esforços feitos para revogar veredito pronunciado sobre disputa entre Demétrio e Blaquerna em Constantinopla e como Nicolau confirmou o veredito. Também se pede que Demétrio fosse à capital, onde Nicolau reveria o assunto e tentaria chegar numa solução amigável.
Demétrio é citado em selo do século X e talvez pode ser o autor de um tratado contra os jacobitas da Síria, porém é também possível que esse tratado seja do metropolita de Cízico homônimo que esteve ativo no século XI.